# Сеид-Бурхан
Сеид-Бурхан султан (после крещ. Василий Арсланович, тат. Səyetborhan, Сәетборһан, سید برهان‎) (1624 — ок. 1679) — царевич, касимовский правитель (1626—1679). Наследовал своему отцу Арслан хану.

## Биография
По писцовой книге Касимовского уезда 1627 г. за царевичем в Касимовском и Елатомском уездах числилось 3795 четей с полуосьминою пашни, 9110 копен сенных покосов, рыбные ловли и бобровые гоны в 19 озёрах, 13 деревьев с пчёлами и 2023 бортных дерева без пчёл.
В 1633 г. приезжал в Москву на приём к царю Михаилу Фёдоровичу.
Согласно «росписному списку» 1638 года в Москве у церкви Петра и Павла был двор Касимовского царевича Сеид-Бурхан Араслановича. Находился он в урочище Кулишки, где в Белом городе издревле селилась московская знать.
В 1636 г. Касимов посетил проездом Олеарий. Описывая своё путешествие, он сообщил, что Сеид-Бурхану было в то время 12 лет, а также, что русское правительство склоняет царевича к крещению и обещает ему за это в жёны царскую дочь.
Среди его приказных людей известны Авликей мурза Тенишев, дед, отец матери, Ак-Мухаммед сеид, брат последнего Иш-Мухаммед сеид Шакуловы, аталык Килмамет.
Из каменных строений во всем Касимове во время правления царевича были только мечеть, дворец царевича и ворота.
Во время правления Сеид-Бурхана в Касимове в 1649 г. было выстроено текие Афган-Мухаммед султана.

## Василий Арсланович
В конце 1653 г. царевич Сеид-Бурхан крестился под именем Василия Арслановича, что, однако, не помешало ему остаться касимовским правителем, это было грубым нарушением порядка, согласно которому правителем мог быть только мусульманин, и свидетельствовало об упадке Касимовского ханства и его близком конце.
Василий Арсланович был женат на Марии Никифоровне, дочери Н. Ю. Плещеева. У него было семь сыновей: царевичи Василий, Фёдор, Михаил, Яков, Никифор, Иван и Семён; и две дочери: Евдокия (жена М. Т. Нарышкина) и Домна (жена князя Ю. Я. Хилкова). Василий Иванович, сын Ивана и внук Василия Арслановича, умер в 1715 году.
После смерти Василия Арслановича касимовский престол ненадолго заняла его мать Фатима-Султан бикем.